# Ischasia indica
Ischasia indica là một loài bọ cánh cứng trong họ Cerambycidae.